# Hans Quecke (Politiker)

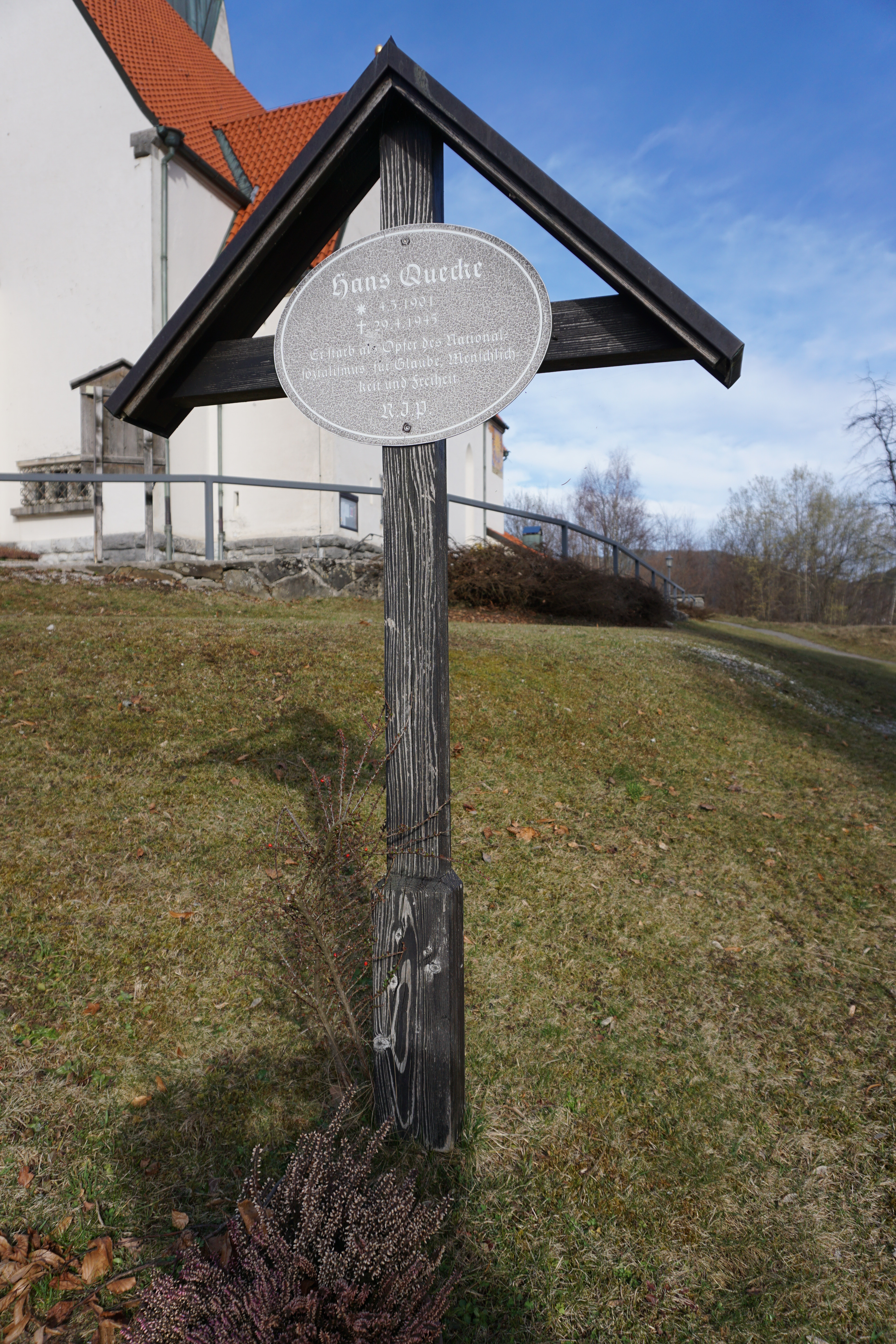
Gedenkkreuz in Bad Wiessee

Hans Quecke (* 4. März 1901 in Gelsenkirchen; † 29. April 1945 in München) war ein deutscher Jurist und hoher Beamter. Er war Sympathisant der Weißen Rose und Regimekritiker zur Zeit des Nationalsozialismus in Deutschland. Er war ein Bruder der Schauspielerin Else Quecke.

## Werdegang
Hans Quecke studierte Jura an der Albert-Ludwigs-Universität zu Freiburg im Breisgau. Dort wurde er Mitglied der KDStV Hercynia Freiburg im Breisgau und der V.K.D.St. Rhenania Marburg, beide im CV. Seine Schwester Herta war verheiratet mit Harald Dohrn, dessen Tochter aus erster Ehe verheiratet war mit Christoph Probst, einem Mitglied der Weißen Rose. Er war Sympathisant dieser Vereinigung und insofern NS-Regimegegner. Allerdings arbeitete er bis 1945 in der leitenden Funktion eines Ministerialrats im Reichswirtschaftsministerium (RWM) und war offenbar nach außen völlig loyal. Quecke war im RWM daran beteiligt, die deutsche und mehr oder weniger auch die kontinentaleuropäische Wirtschaft zu lenken und ertragsmäßig zu optimieren.
1945 beteiligte er sich gemeinsam mit seinem Schwager an einem Aufruf der Freiheitsaktion Bayern. Er wurde jedoch denunziert und am 29. April 1945 im Alter von 44 Jahren, kurz vor Einmarsch der Amerikaner, zusammen mit seinem Schwager Harald Dohrn im Hof des Münchner Zentralministeriums von einem Kommando der SS erschossen. Ihre Leichen wurden in einem Bombentrichter im Perlacher Forst beseitigt und erst Monate später gefunden. Die sterblichen Überreste fanden ihre letzte Ruhe auf dem Friedhof am Perlacher Forst, in derselben Grabreihe, in der auch die Geschwister Scholl (Weiße Rose) begraben sind.

## Würdigung
Die katholische Kirche hat Hans Quecke als Glaubenszeugen in das deutsche Martyrologium des 20. Jahrhunderts aufgenommen.

## Schriften
- Das Reichswirtschaftsministerium. Werdegang und Stand der Wirtschaftsverwaltung (= Paul Meier-Benneckenstein (Hrsg.): Schriften zum Staatsaufbau. Heft 57/58, ZDB-ID 979811-0). Junker und Dünnhaupt, Berlin 1941 (linientreue NS-Schrift).
- Das Reichswirtschaftsministerium. Werdegang und Stand der Wirtschaftsverwaltung In: Friedrich Dorn et al.: Gelenkte Wirtschaft. Sechs Vorträge (= Schriften der Verwaltungs- und Wirtschafts-Akademie. Bd. 2, ZDB-ID 1005431-5). Verlag Glück, Kasun 1942, S. 1–27.